# Nikolaj Andrianov
Nikolaj Efimovič Andrianov (ruski: Николай Ефимович Андрианов) (Vladimir, Rusija, 14. listopada 1952. - Vladimir, Rusija, 21. ožujka 2011.), bio je ruski gimnastičar, koji drži rekord u najviše osvojenih olimpijskih medalja (ukupno 15) u muškoj konkurenciji u povijesti. Gledajući ukupno i sportašice i sportaše, Andrianov je po broju olimpijskih medalja drugi u povijesti, iza gimnastičarke Larise Latinjine (18 medalja).
U karijeri je bio višestruki olimpijski, svjetski i europski prvak u gimnastici. Od ukupno 15 osvojenih olimpijskih medalja 7 je zlatnih, 5 srebrnih i 3 brončane medalje. Zvjezdane trenutke karijere je imao na Igrama u Montrealu 1976. kada je osvojio četiri zlata, uključujući i zlato iz višeboja, te dva srebra.
Andrianov je do smrti radio u školi sportske gimnastike za mlade u svom rodnom Vladimiru.